# 第一次宦官時代
第一次宦官時代，為發生在一世紀末至二世紀的東漢王朝的宦官專權時期，發生在汉和帝至漢靈帝在位初期，長達一百年（公元88年至189年）。

## 歷史
東漢皇帝在漢明帝後壽命普遍不長，皇帝年幼繼位，太后輔政，外戚專權尤烈，皇帝長大後想得到外力支持，必須跟宦官联合。

### 肇始與沿革
公元88年，漢章帝駕崩，東漢第四任皇帝汉和帝刘肇十歲即位，外戚竇憲憑北伐北匈奴有功陞拜為大將軍，從此專斷朝政多年無意還政即將成年的漢和帝，於是漢和帝刘肇与宦官郑众联合，逼迫外戚窦宪自杀，事成後破例讓身為宦官的郑众獲得列侯爵位，開啟東漢宦官專政之門。第六任皇帝漢安帝劉祜，皇太后鄧綏聽政，鄧騭封上蔡侯，劉祜跟宦官李閏、江京合謀，逼迫外戚鄧騭自杀。第七任皇帝北鄉侯劉懿逝世時，宦官孫程、王康、王國發動政變，迎立漢安帝的兒子漢順帝劉保登基，從此宦官持有皇帝立廢大權。
漢靈帝時，又有宦官十二人干政，殘害朝廷忠良，稱十常侍。
東漢中平六年（189年）漢靈帝死，弘農懷王劉辯繼立為漢少帝。何太后兄何進請董卓入宮除宦官，結果事機不密，何進先被十常侍中張讓、趙忠等殺掉。司隸校尉袁紹得知何進被殺的消息，派其弟袁術與曹操殺進皇宮。袁術放火，把皇宮的大門燒了。大批的兵士衝入皇宮，見了宦官就殺。有的不是宦官，只是因為沒有鬍鬚，或不明顯，也被錯殺。隨後董卓率兵入洛陽，廢少帝，殺何太后，立傀儡皇帝漢獻帝劉協，盡攬朝政。至此東漢氣數將盡，中國進入三國時代。

### 宦官干政因素
東漢歷代皇帝自漢章帝以後，多因成年皇帝年輕早歿，皇子又多以年幼或膝下無子，只能選擇擁立年幼皇子或旁系皇親裡過繼方式來挑選皇位繼承人，前朝尚未故逝太后或皇后又想維持在宮廷中崇高地位，藉由臨朝稱制的名義提拔自家親屬的父兄或堂親子弟專攝朝政來鞏固權力地位。
當年幼皇帝即將成年該到還政時，外戚不願意將政權交還給皇帝，皇帝為奪回權力，提拔朝夕相處的宦官對付外戚，從而藉由宦官制衡外戚與朝臣士族，維持皇權對政治權力的主導地位。
宦官在獲得皇帝賞識重用後，憑藉皇帝給予的權柄地位，拉攏親族謀取私產、親善諂媚權貴豪強、打擊立場敵視的政敵、暗中干涉朝令等種種惡行，儘管有許多正直士大夫彈劾諫言宦官擅政惡行弊端，然而上至皇帝、內至宮廷后妃、外至權貴戚黨、下至地方豪強，無不需要倚仗宦官居中調度左右政治權力與政治地位的攫取與保障等瑣事處理。